# Унтере-Арген
Унтере-Арген (нем. Untere Argen) — река в Германии, протекает по земле Баден-Вюртемберг. Речной индекс 21522. Длина реки по разным оценкам варьирует от 68,4 до 69,3 км. Площадь водосбора составляет около 368 км². Расход воды 8,4 м3 м³/с. Образуется в результате слияния небольших речек в окрестностях Миссен-Вильхамса. Впадает в реку Арген.
Высота истока 850 м. Высота устья 496 м.